# Maria Teresa Haze
Maria Teresa Haze, również Maria Teresa od Najświętszego Serca, właśc. nid. Johanna/Jeanne Haze (ur. 1782 w Liège w Belgii, zm. 7 stycznia 1876 tamże) – belgijska zakonnica, założycielka Zgromadzenia Córek od Krzyża (FC), błogosławiona Kościoła rzymskokatolickiego.
Urodziła się w bardzo religijnej rodzinie. Kiedy wybuchła rewolucja francuska Joanna i jej rodzina zostali wygnani do Niemiec. W tym czasie zmarł jej ojciec. Joanna i jej siostra postanowiły zostać zakonnicami. Wówczas Joanna Haze przyjęła imię zakonne Maria Teresa, a jej siostra Alojza. W 1833 roku Maria Teresa założyła w rodzinnym mieście zgromadzenie Córek od Krzyża (łac. Congrégation des Filles de la Croix de Liège) należące do Kongregacji Świętego Krzyża (łac. Congregatio Sanctae Crucis, C.S.C.). Zgromadzenie to zajmuje się edukacją i opieką nad sierotami, a także duszpasterstwem wśród kobiet przebywających w więzieniu. 8 września tegoż roku złożyła śluby zakonne.
Maria Teresa zmarła w opinii świętości.
Jej proces beatyfikacyjny rozpoczął się 12 grudnia 1911 roku. Od następnego dnia przysługiwał jej tytuł „czcigodna”.
Została beatyfikowana przez papieża Jana Pawła II 21 kwietnia 1991.
Jej wspomnienie liturgiczne obchodzone jest w dzienną pamiątkę śmierci.